# Notter
Notter – osada w Anglii, w Kornwalii. Leży 97 km na wschód od miasta Penzance i 315 km na południowy zachód od Londynu.